# 福島敏行
福島 敏行（ふくしま としゆき、1895年〈明治28年〉3月23日 - 1983年〈昭和58年〉3月23日）は日本の実業家。元日本通運社長、元学校法人日通学園理事長。

## 略歴
1895年（明治28年）3月23日、島根県松江市に生まれる。
1916年（大正5年）、法政大学法学部を卒業し、内国通運（現・日本通運）に入社する。
1960年（昭和35年）、日本通運社長に就任し、1968年（昭和43年）に辞任する。辞任後、いわゆる日通事件により業務上横領の疑い等で逮捕される。1971年（昭和46年）9月に東京地裁で懲役4年の判決が出、1977年（昭和52年）10月に最高裁で確定する。しかし、病気のため刑の執行は停止される。なお、事件について取り調べを受けていた次男の秀行は検察庁ビルから飛び降り自殺をしている。
1983年（昭和58年）3月23日に死去、88歳。

## 人物
日通の天皇と言われるほどの強いリーダーシップで日本通運を率い、日通総合研究所を設立し、流通業界を担う人材育成を目指した流通経済大学を創立する。流通経済大学の校名の命名者でもある。
日通事件後、1983年（昭和58年）3月、不遇のうちにひっそりとこの世を去っている。

## 著書
- 『通運五十年』（日本通運、1967年）